# Johannes von Freiburg
Johannes von Freiburg, Johannes Rumsich, (* in der 2. Hälfte des 13. Jahrhunderts in Haslach bei Freiburg im Breisgau; † 10. März 1314 in Freiburg im Breisgau) war ein Dominikaner, Kanonist und Theologe.
Johannes von Freiburg studierte Theologie und kanonisches Recht und war ein Schüler des Dominikaners  Ulrich von Straßburg, bei dem er vor 1272 Vorlesungen im Dominikanerkonvent in Straßburg hörte. Möglicherweise ist er identisch mit einem gleichnamigen Reisebegleiter von Albertus Magnus auf dessen Reisen nach Mecklenburg 1268. Er war in Paris, aber wahrscheinlich nicht in Bologna. In Paris war er vor 1277, als dort noch Thomas von Aquin und Johannes von Varzy lehrten. Er wirkte als Seelsorger und später (ab 1280 nachgewiesen) Lektor der Theologie und Prior seines Klosters in Freiburg.
Er veröffentlichte besonders über kanonisches Recht und speziell die Beichtpraxis und die Unterrichtung von Beichtvätern (Beichtstuhljurisprudenz, forum internum). Dabei setzte er das Werk von Raimund von Penyafort fort, dessen Summa (vor 1225) er kommentierte (Registrum,Additiones ad Summa Raymundi). Sein Hauptwerk ist die Summa confessorum (vor 1290, rund 200 Handschriften, gedruckt zuerst Augsburg 1476), die stark kasuistisch geprägt ist und von Thomas von Aquin beeinflusst. Die vier Bücher behandeln in Buch 1 Vergehen gegen Gott, Buch 2 Vergehen gegen den Nächsten, Buch 3 Kirchenrechtliches wie Aufgabe des Priesters bei der Beichte, Buch 4 kirchliches Eherecht. Sie erfuhr auch deutschsprachige Bearbeitungen, so die Rechtssumme von Bruder Berthold. In einem Anhang Statuta summae confessorum ex sexto libro decretalium addita werden die im schon fertiggestellten ursprünglichen Text nicht berücksichtigten Dekrete von Papst  Bonifaz VIII. (veröffentlicht 1298 im Liber Sextus) einbezogen. Von ihm stammen auch Quaestiones casuales (nach 1280), eine Sammlung von Rechtsfällen aus der Praxis.